# Список аеропортів Грузії
|  | Службовий список статей, створений для координації робіт з розвитку теми. Це попередження не встановлюється на інформаційні списки і глосарії. |

Це список аеропортів Грузії, відсортований за містом розташування

## Список
Жирним шрифтом виділені аеропорти, які обслуговують регулярні комерційні рейси.
| Місто    | Регіон       | ICAO | IATA | Назва аеропорту                | Координати                                                             |
| -------- | ------------ | ---- | ---- | ------------------------------ | ---------------------------------------------------------------------- |
|          |              |      |      | Громадські аеропорти           |                                                                        |
| Батумі   | Аджарія      | UGSB | BUS  | Міжнародний аеропорт «Батумі»  | 41°36′37″ пн. ш. 041°35′58″ сх. д. / 41.61028° пн. ш. 41.59944° сх. д. |
| Кутаїсі  | Імеретія     | UGKO | KUT  | Аеропорт «Копітнарі»           | 42°10′35″ пн. ш. 042°28′57″ сх. д. / 42.17639° пн. ш. 42.48250° сх. д. |
| Сухумі   | Абхазія      | UGSS | SUI  | Аеропорт «Сухумі-Дранда»       | 42°51′29″ пн. ш. 041°07′41″ сх. д. / 42.85806° пн. ш. 41.12806° сх. д. |
| Тбілісі  | (столиця)    | UGTB | TBS  | Міжнародний аеропорт «Тбілісі» | 41°40′09″ пн. ш. 044°57′17″ сх. д. / 41.66917° пн. ш. 44.95472° сх. д. |
|          |              |      |      | Військові аеропорти            |                                                                        |
| Гудаута  | Абхазія      |      |      | Аеропорт «Бамбоура»            | 43°06′14″ пн. ш. 040°34′45″ сх. д. / 43.10389° пн. ш. 40.57917° сх. д. |
| Марнеулі | Квемо Картлі |      |      | Аеропорт «Марнеулі»            | 41°27′33″ пн. ш. 044°46′59″ сх. д. / 41.45917° пн. ш. 44.78306° сх. д. |
| Тбілісі  | (столиця)    |      |      | Аеропорт «Соганлуг»            | 41°38′57″ пн. ш. 044°56′11″ сх. д. / 41.64917° пн. ш. 44.93639° сх. д. |
| Тбілісі  | (столиця)    |      |      | Аеропорт «Вазіані»             | 41°37′40″ пн. ш. 045°01′50″ сх. д. / 41.62778° пн. ш. 45.03056° сх. д. |